# Барабанная полость
Барабанная полость (лат. Cavitas tympani) — полость среднего уха у наземных позвоночных животных и у человека. Развивается из полости первой жаберной щели — брызгальца.
Она выстлана слизистой оболочкой, посредством Евстахиевой трубы (открывающейся при глотательных движениях и служащей для уравновешивания давления воздуха внутри барабанной полости с наружным) сообщается с полостью рта и заключает в себе слуховые косточки, именно: молоточек (один его отросток, рукоятка, прикрепляется к барабанной перепонке), наковальню и стремя, прилегающее к овальному окошку внутреннего уха; между наковальней и стременем находится ещё маленькая чечевицеобразная косточка. Слуховые косточки передают звуковые колебания внутреннему уху и с помощью прикрепляющихся к ним мускулов изменяют напряжение барабанной перепонки и давление жидкости внутри лабиринта, смотря по силе звуков.
Иннервируется ветвью языкоглоточного нерва - барабанным нервом и барабанным сплетением.